# Jaguar XJ 13
Der Jaguar XJ 13 war ein Sportwagen-Prototyp mit V12-Mittelmotor, mit dem Jaguar nach langjähriger Pause 1966 oder 1967 erneut beim 24-Stunden-Rennen von Le Mans antreten wollte.

## Entwicklung
Über einen Zwölfzylinder-Motor für den Rennsport hatte Jaguar schon seit den frühen 1950er-Jahren nachgedacht. 1964 nahm das Projekt konkrete Gestalt an, und schon bald stand ein Versuchstriebwerk mit je zwei obenliegenden Nockenwellen zur Verfügung. Aus Designstudien von Malcolm Sayer entwickelte sich die Linienführung dieses Prototyps, der als Einzelstück bereits Mitte 1966 fertiggestellt war. Allerdings konnte die Optimierung in der kleinen Jaguar-Entwicklungsabteilung nicht mit dem nötigen Nachdruck vorangetrieben werden. Die Ablehnung rennsportlichen Engagements in der BMH, zu der Jaguar 1966 mit Austin, Morris und MG verschmolzen war, und die Erfolge des inzwischen im Rennsport dominanten Ford GT40 führten jedoch dazu, dass dieses Projekt ab 1967 nicht weiterverfolgt wurde.

## Unfall und Restaurierung

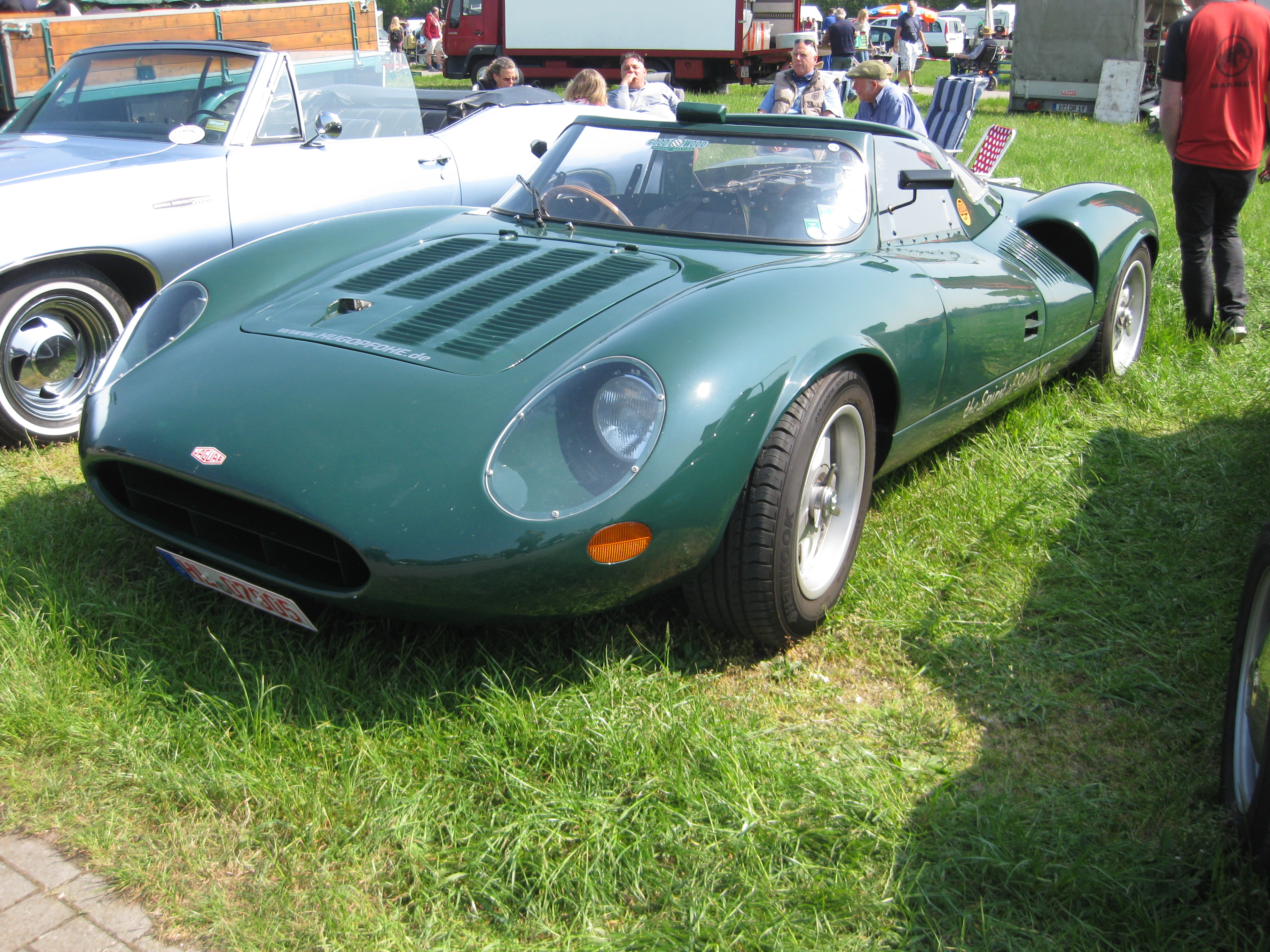
Jaguar XJ13

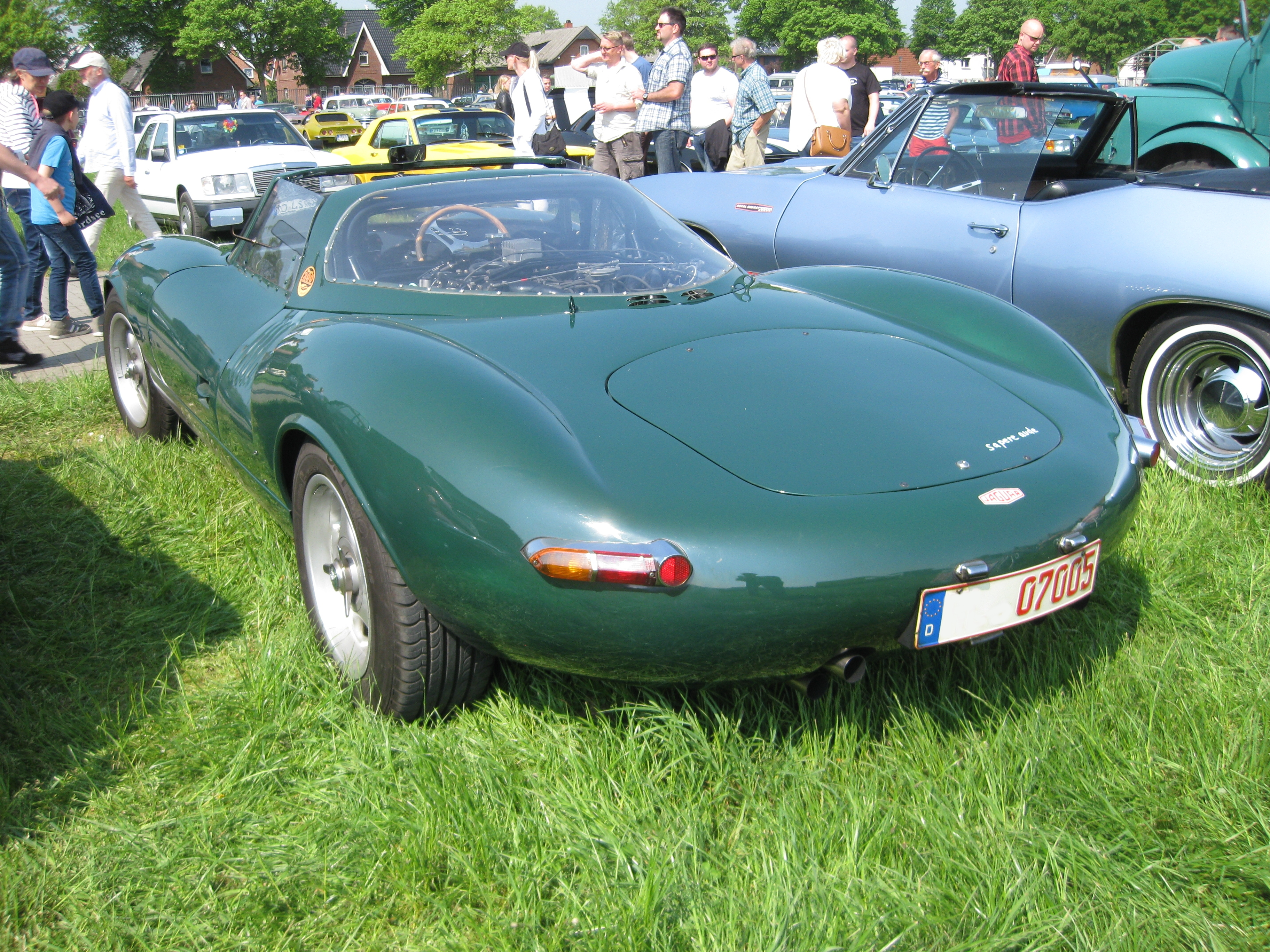
Heckansicht

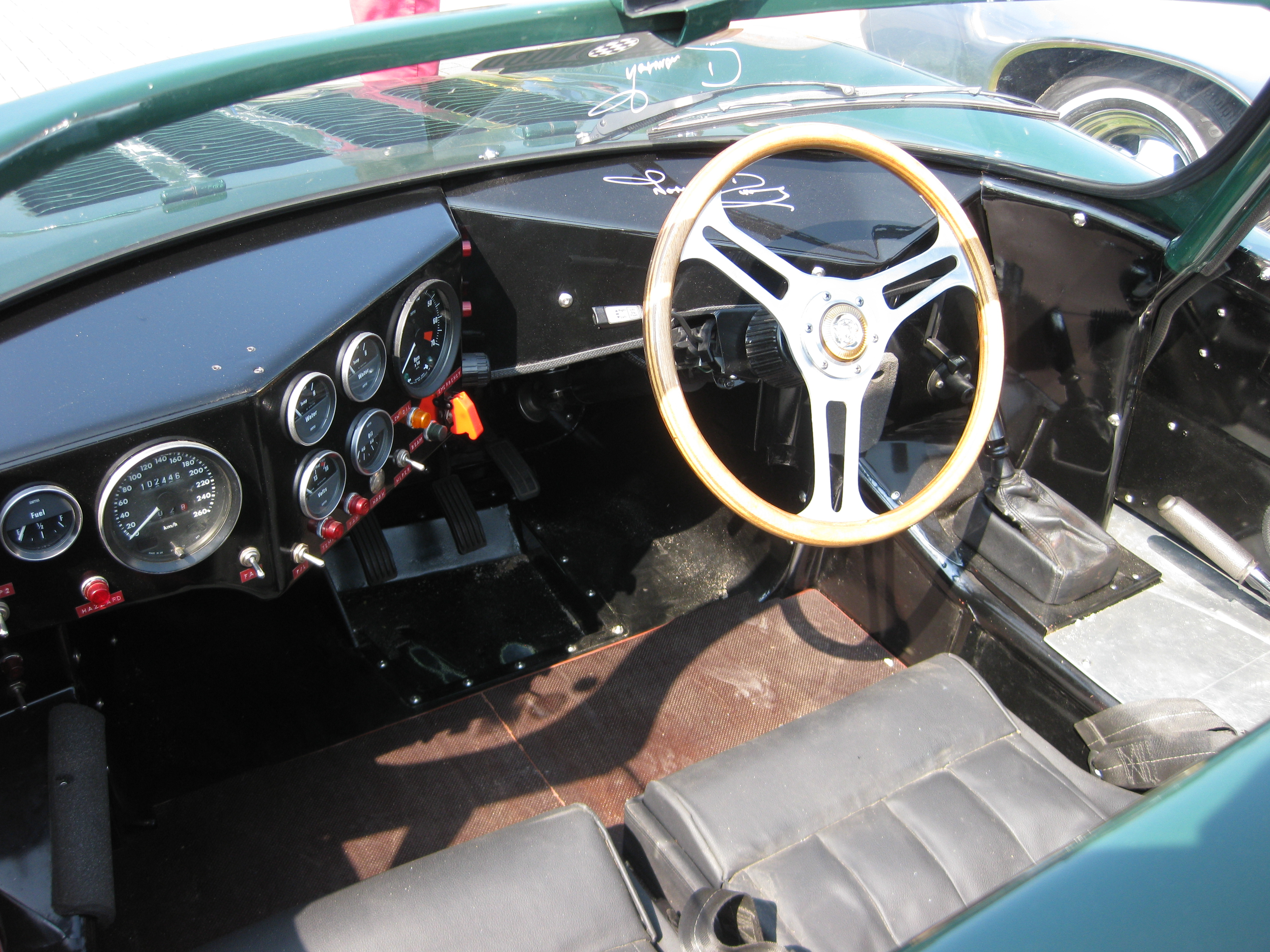
Cockpitansicht

Als 1971 der V12-Motor in der serienmäßigen Ausführung mit nur je einer obenliegenden Nockenwelle im Jaguar E-Type seine Weltpremiere feierte, drehte man zur Unterstützung der Werbung auch eine kurze Filmsequenz mit dem XJ 13, bei der dieser mit Höchstgeschwindigkeit an der Kamera vorbeifuhr. Am 20. Januar 1971 platzte bei den Filmaufnahmen auf dem MIRA-Versuchsgelände bei Nuneaton bei rund 220 km/h ein Hinterreifen. Der Wagen überschlug sich mehrfach und wurde zum Totalschaden. Der Fahrer, Jaguar-Testpilot Norman Dewis, konnte sich weitgehend unverletzt aus dem Fahrzeug befreien.
Nachdem Lofty England den Firmengründer Sir William Lyons an der Unternehmensspitze abgelöst hatte, ließ er den XJ 13 zwei Jahre später wieder herrichten. Glücklicherweise existierten die Holzformen noch, mit denen die originalen Karosserieteile gefertigt wurden, so dass diese originalgetreu nachgebaut werden konnten. Anders war es bei den Rädern – beim Unfall wurden zwei von ihnen völlig zerstört, und die verwendete Gussform war nicht mehr vorhanden. Daher wurden andere, breitere Räder auf das Fahrzeug montiert.
Das Fahrzeug ist im heutigen Zustand keine exakte Reproduktion des Originals. Die Radhäuser sind nun ausgestellt, um die breiteren Räder aufzunehmen. Einige der elektrischen und mechanischen Komponenten wurden ebenfalls geändert.